# Thần khỉ rú

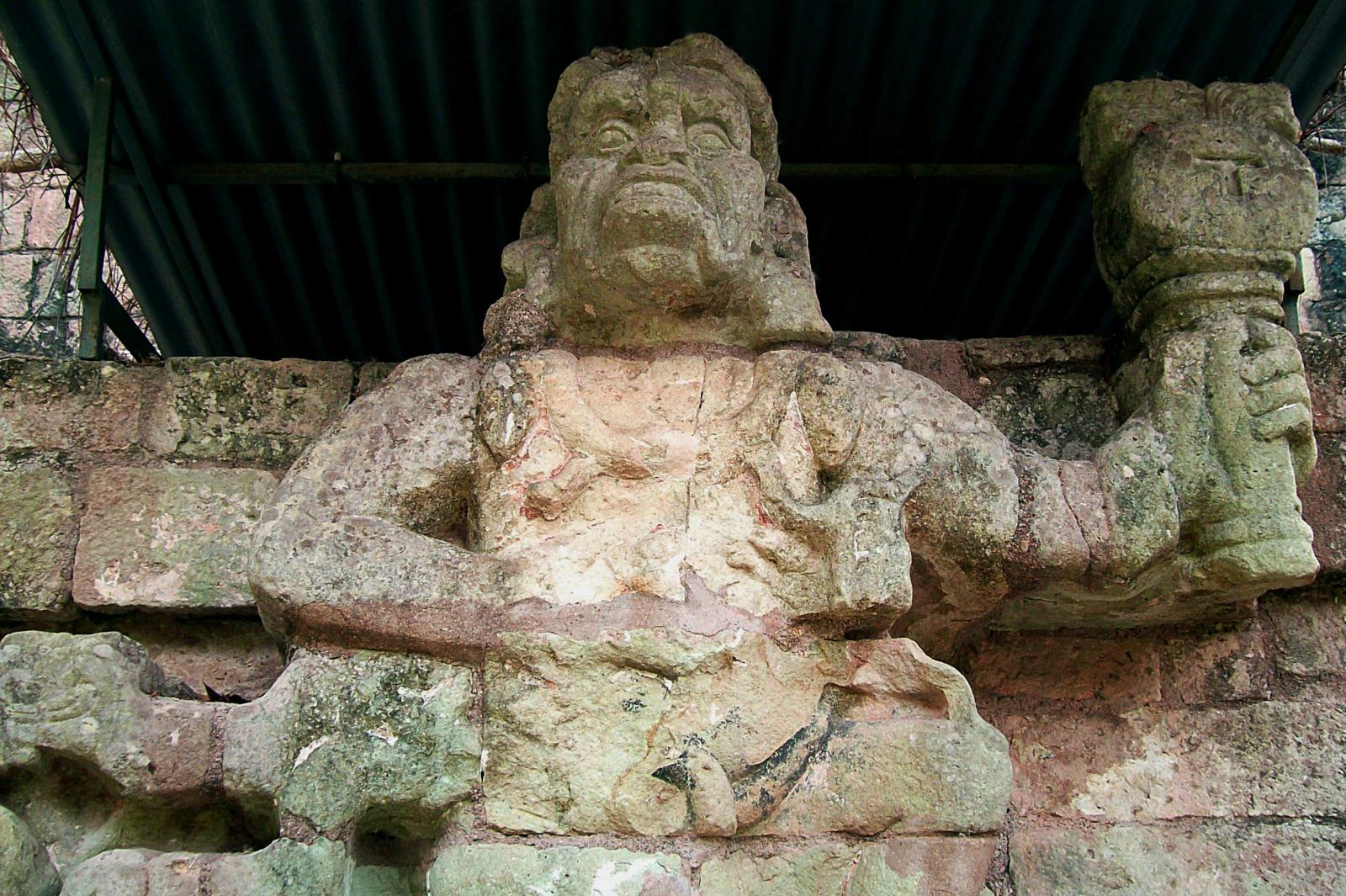
Tượng Thần khỉ rú ở Copán

Thần khỉ rú (Howler monkey gods) là một vị thần của người Maya được đồng nhất với bản thể của loài khỉ hú (khỉ rú). Trong nền văn minh Maya cổ điển thì đây là một vị thần hiện thân của nghệ thuật-bao gồm cả âm nhạc-và là người bảo trợ cho các nghệ nhân, đặc biệt là các nhà ghi chép và nhà điêu khắc, vị thần này có ảnh hưởng tương đồng với ảnh hưởng của vị thần Ngô (thần Bắp) nhưng khi kết hợp họ cùng với nhau thì hai vị thần này có thể đã tạo thành một phép ẩn dụ cho sự sáng tạo của loài người được nhắc đến trong bản ghi chép Popol Vuh.

## Mô tả
Dựa trên các đặc điểm trên khuôn mặt, tác phẩm điêu khắc đá được tìm thấy trong ở Copán thì vị thần này thường được mô tả trong hình dạng của một con khỉ hú. Một trong hai tác phẩm điêu khắc trên đền khỉ 11, có thể là nó tượng trưng cho Thần khỉ rú. Tuy nhiên, đó là hai bức tượng lớn mô phỏng động tác lắc cái lục lạc cũng không phải là hiếm thấy trong nghệ thuật thể hiện trong lịch của người Maya. Được mô tả theo những cách khác nhau như những vị thần gió, dưới dạng khỉ và những chú hề trong nghi lễ những bức tượng này thực sự có thể đại diện cho những chú khỉ hú trong phẩm chất nhạc sĩ của chúng. Một chiếc lư hương bằng gốm có mô hình giống như một con khỉ hú đã được tìm thấy tại thời văn minh Maya Hậu cổ điển.
Vào thời điểm người Tây Ban Nha xâm lược những mảnh đất của người Maya thì thần khỉ hú tiếp tục được tôn sùng, mặc dù vai trò của chúng trong các câu chuyện thần thoại khác nhau. Bartolomé de las Casas cho rằng trong Alta Verapaz, Hun-Ahan (có lẽ là Một người thợ rừng) và Hun-Cheven (Hun-Chowen trong Popol Vuh) được tính là trong số mười ba người con trai của thượng đế, và được tôn vinh là vị thần sáng tạo vũ trụ. Nhưng những người người K'iche' thì đối với họ, vị thần khỉ này ít được đánh giá tích cực hơn vì theo Popol Vuh, Hun-Chowen và Hun-Batz (cả nghệ sĩ và nhạc sĩ) xung đột với những người anh em cùng cha khác mẹ của họ, một cuộc xung đột dẫn đến việc họ biến thành khỉ một cách đầy nhục nhã. 

## Huyền tích

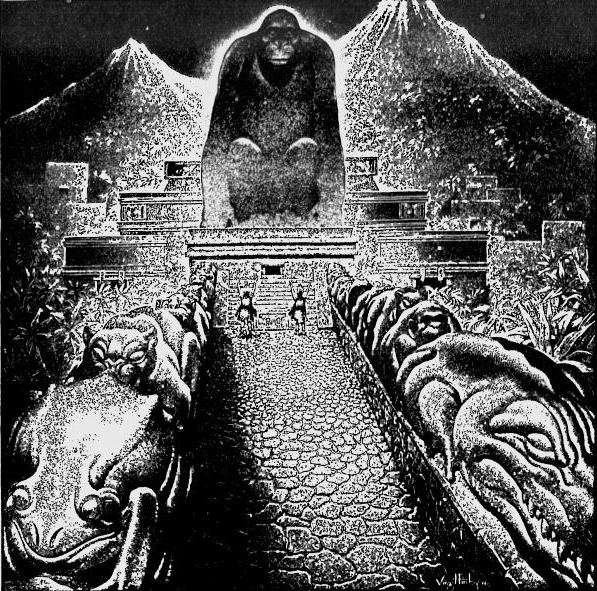
Thành phố đã mất của Thần khỉ

Sau này, với truyền thuyết về Thành phố Trắng huyền thoại (La Ciudad Blanca), chứa đầy vàng bị mất tích của Thần Khỉ ở Trung Mỹ. Có một tộc người cùng thời với người Maya cổ xưa nhưng đã biến mất từng thờ phụng một vị thần khỉ kỳ lạ. Bức tượng khổng lồ về vị thần khỉ này vẫn còn bị chôn giấu dưới các thảm thực vật xum xuê sau nhiều thế kỷ bị bỏ hoang, những đồ chạm khắc được tìm thấy dưới kim tự tháp rất có thể là lễ vật hiến tế cho thần khỉ. Tộc người da đỏ bí ẩn đã có các cuộc hiến sinh người đẫm máu cho vị thần khỉ của họ, sau đó ăn thịt nạn nhân theo một nghi lễ của tập tục ăn thịt đồng loại, những người bản địa còn xử tử và ăn thịt khỉ. Một truyền thuyết khác kể rằng vị Thần khỉ đã tạo ra nhiều hậu duệ với một chủng tộc nửa người nửa khỉ gọi là "người lông lá", người dân bản địa ở vùng này tin rằng những con khỉ từ trong rừng sâu từ cách đây rất lâu đã bắt trộm các trinh nữ trong làng của họ để đem về ăn nằm, đẻ ra người lai.